# Sløjdteori
Med sløjdteori menes den viden, der er nødvendig eller nyttig i omgangen med værktøj og materialer i sløjdundervisningen for at arbejdet kan foretages mest hensigtsmæssigt og under iagttagelse af nødvendige sikkerhedsforanstaltninger. Teorien skal støtte sløjdundervisningens praktik, som er den vigtigste del af forløbet, nemlig den læring, der kommer ind gennem håndens arbejde med konkrete materialer.
- Værktøjslære: Hvordan virker de enkelte redskaber, og hvordan bruges de?
- Maskiner: Funktion, brug, sikkerhed (herunder aldersgrænser og uddannelse for anvendelsen).
- Bearbejdning: Særviden om hvordan en udformning udføres afhængigt af materialets art (træ, metal, andet), såsom samlingsformer (holdbarhed over for design), overfladebehandling (olie, voks, lak, maling) – hvorfor og hvordan?
- Materialer: Træsorters udseende og egenskaber og egnethed til forskellige opgaver; pladematerialer; metaller; kunststof; læder og skind; ben, horn, tand og tak; søm, skruer, beslag, dyvler, lim; andet.
- Design: Oplæg til selvstændig udformning. Æstetik i forhold til funktionalitet og holdbarhed. Herunder også dekoration.

Den litteratur, der væsentligst forelå i sløjdsalene i sløjdens første hundrede år, var modelsamlinger (altså: hvad kan vi lave?), og de hører ikke ind under sløjdteori, der jo fokuserer på, hvordan man arbejder med materialer og værktøj.
I starten af 1980'erne udkom Sløjdbogen 1-2 under pseudonymet S. Løjd (Leif Frydenreich og Svend Juul), og det var det første forsøg på at give folkeskolens elever en teoribog i hånden til støtte for lærerens mundtlige belæring, men samtidig ment som en lille opslagsbog. I 2006 kom »Elevens bog i Sløjd«, som er tilpasset de nyere krav og kan bruges som opslagsbog, og den "skal sætte ord på den teoretiske viden".
Ovenfor er behandlet børneskolens sløjdundervisning. I sløjdlæreruddannelsen er litteraturen mere omfangsrig, og teorien omfatter også sløjdundervisningens metodik og pædagogik. Nedenfor henvises til udvalgt litteratur, især af sløjdhistorisk art; men der vises også titler, der viser vejen ind i det nye fag håndværk og design (efterfølger for sløjd og håndarbejde).